# آنتونیو جورجتی
آنتونیو جورجتی (ایتالیایی: Antonio Giorgetti؛ ‏ ۱۶۳۵ – ۲۴ دسامبر ۱۶۶۹) مجسمه‌ساز اهل ایتالیا بود.
وی از شاگردان جان لورنتسو برنینی بود و تندیس «فرشته با اسفنج» بر روی پل سانت‌آنجلو از آثار اوست.